# Lara Giddings
Lara Giddings, właśc. Larissa Tahireh Giddings (ur. 14 listopada 1972 w Goroce) – australijska prawniczka i polityk, członkini Australijskiej Partii Pracy (ALP). W latach 2011–2014 była premierem Tasmanii, jako pierwsza w historii kobieta, i zarazem stanową liderką ALP.

## Życiorys

### Kariera polityczna
Do ALP zapisała się jako osiemnastolatka. Jest absolwentką prawa na University of Tasmania. Jeszcze przed ukończeniem studiów została wybrana do Izby Zgromadzenia Tasmanii. Miała wówczas 23 lata i była najmłodszą w historii kobietą zasiadającą w którejkolwiek z izb parlamentów (stanowych i federalnego) Australii. W 1998 roku utraciła mandat po jednej kadencji. Wyjechała do Wielkiej Brytanii, gdzie pracowała dla Helen Eadie – deputowanej do Szkockiego Parlamentu. Później powróciła na Tasmanię i dołączyła do personelu politycznego premiera stanu, Jima Bacona, zajmowała się kontaktami z mediami oraz pisaniem przemówień.
W 2002 roku ponownie została wybrana do Izby Zgromadzenia, a dwa lata później weszła do rządu stanowego jako minister ds. rozwoju ekonomicznego i sztuki. W 2006 roku objęła urząd ministra resortu zdrowia i służb społecznych, a w roku 2008, jako pierwsza kobieta, została mianowana wicepremierem Tasmanii u boku nowego szefa rządu stanowego, Davida Bartletta. W styczniu 2011 roku Bartlett zrezygnował z urzędu z przyczyn rodzinnych, a parlamentarzyści ALP wybrali Giddings na liderkę, co dało jej tekę premiera stanowego. Zajmowała to stanowisko do marca 2014, kiedy to ALP przegrała wybory stanowe i przeszła do opozycji. Giddings pozostaje członkinią parlamentu Tasmanii, ale nie pełni obecnie żadnych stanowisk rządowych ani partyjnych. 

### Życie prywatne
Lara Giddings pozostaje bezdzietną panną. W 2008 roku powiedziała w jednym z wywiadów, że zdaje sobie sprawę, iż kariera polityczna może uniemożliwić jej zostanie matką i jest gotowa to zaakceptować.